# Banka (Slovaquie)
Pour les articles homonymes, voir Banka (homonymie).
Banka (hongrois : Banka) est un village de Slovaquie situé dans la région de Trnava.

## Histoire
Première mention écrite du village en 1241.

## Démographie

### Évolution de la population
| Année:               | 1994. | 2004. | 2014.   | 2024.   |
| -------------------- | ----- | ----- | ------- | ------- |
| Nombre de personnes: | 0     | 2173  | 2123    | 2149    |
| Différence:          |       | –     | -2,30 % | +1,22 % |

| Année:               | 2023. | 2024.   |
| -------------------- | ----- | ------- |
| Nombre de personnes: | 2159  | 2149    |
| Différence:          |       | -0,46 % |